# Tsetserleg (thành phố)
Tsetserleg (tiếng Mông Cổ: Цэцэрлэг, vườn) là thủ phủ của tỉnh Arkhangai tại Mông Cổ. Thành phố nằm ở sườn dốc đông bắc của dãy núi Khangai, 360 dặm (600 km) về phía tây nam của thủ đô Ulaanbaatar. Thành phố có dân số là 16.553 người theo thống kê năm 2000, tuy nhiên dân số của toàn sum bao gồm cả khu vực nông thôn là 18.519 người, theo thống kê sau này, dân số thành phố là 16.618 (2003) và 16.300 (2006). Năm 1992 Tsetserleg có diện tích 536 km².
Tsetserleg về mặt địa lý nằm tại sum Bulgan thuộc phía nam của tỉnh. Không nên nhầm lẫn thành phố với sum Tsetserleg ở phía bắc tỉnh.

## Lịch sử
Tsetserleg là một trung tâm văn hóa và giao thương cổ xưa. Nơi đây từng có một Tu viện, do Đệ Nhất Khả Hãn Zaya Pandita, Luvsanperenlei (1642–1715) (không nhầm lẫn với Zaya Pandita Namkhaijantsan (1599–1662)). Công trình này bao gồm Guden Süm, phần Hữu, hay Chùa Hạ Semchin, và phần Tả, hay chùa Đông Semchin, được xây vaof đầu thập kỷ 1680. Zaya Pandita thứ sáu, Jambatseren, đã bị những người cộng sản giết hại vào năm 1932, và Guden đã bị biến thành một bảo tàng. Hiện đã phong được Zaya Pandita thứ bảy, nhưng ông chủ yếu sinh sống tịa Ulan Bator, và chỉ đôi khi viếng thăm tu viện.

## Tiện nghi
Tsetserleg có một sân bay, với các chuyến bay đều đặn nối với thủ đô Ulan Bator, một nhà hát, khách sạn, bệnh viện, một cao đẳng nông nghiệp. Ngành công nghiệp chính tại thành phố là chế biến thực phẩm.

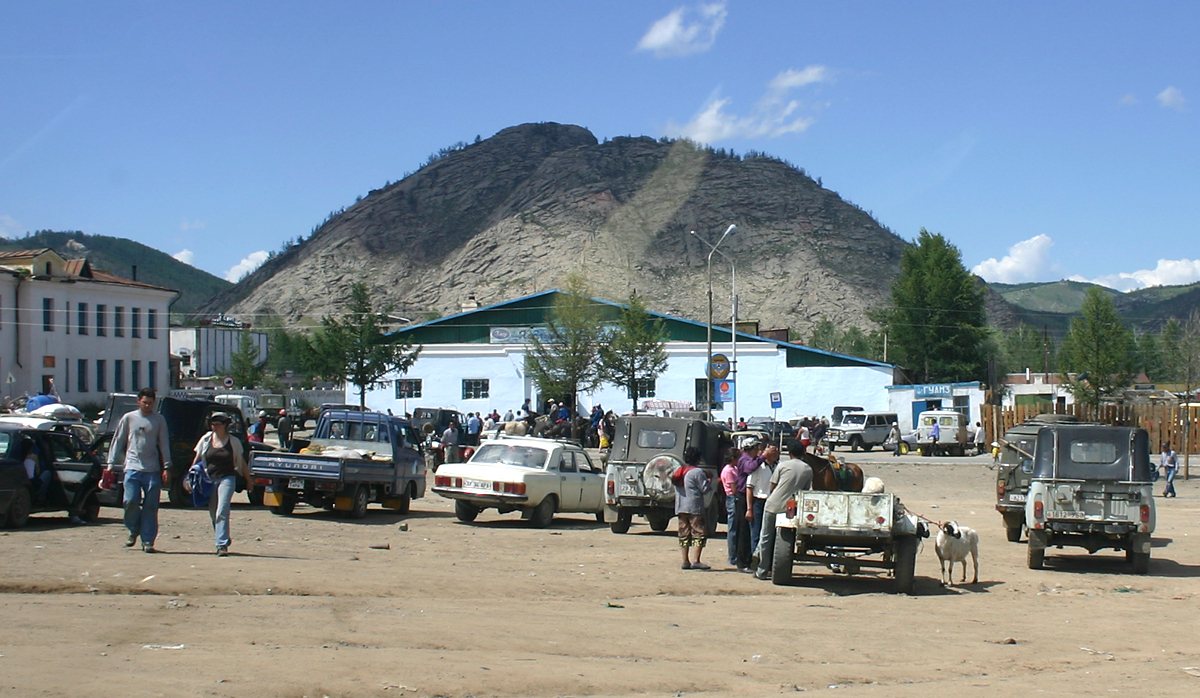
Chợ tại Tsetserleg

## Người nổi tiếng
- Bat-Erdenyn Batbayar (Baabar)
- Radnaasumbereliyn Gonchigdorj
- Jargalyn Baramsai
- Usukhbayar - đô vật
- Maidarzhavyn Ganzorig

## Khí hậu
Tsetserleg có khí hậu cận bắc cực (theo Köppen Dwc) với một mùa đông dài, cực kỳ khô và lạnh và một mùa hè ngắn, ấm và tương đối ẩm.
| Dữ liệu khí hậu của Tsetserleg           | Dữ liệu khí hậu của Tsetserleg | Dữ liệu khí hậu của Tsetserleg | Dữ liệu khí hậu của Tsetserleg | Dữ liệu khí hậu của Tsetserleg | Dữ liệu khí hậu của Tsetserleg | Dữ liệu khí hậu của Tsetserleg | Dữ liệu khí hậu của Tsetserleg | Dữ liệu khí hậu của Tsetserleg | Dữ liệu khí hậu của Tsetserleg | Dữ liệu khí hậu của Tsetserleg | Dữ liệu khí hậu của Tsetserleg | Dữ liệu khí hậu của Tsetserleg | Dữ liệu khí hậu của Tsetserleg |
| Tháng                                    | 1                              | 2                              | 3                              | 4                              | 5                              | 6                              | 7                              | 8                              | 9                              | 10                             | 11                             | 12                             | Năm                            |
| ---------------------------------------- | ------------------------------ | ------------------------------ | ------------------------------ | ------------------------------ | ------------------------------ | ------------------------------ | ------------------------------ | ------------------------------ | ------------------------------ | ------------------------------ | ------------------------------ | ------------------------------ | ------------------------------ |
| Cao kỉ lục °C (°F)                       | 6.9 (44.4)                     | 15.4 (59.7)                    | 17.1 (62.8)                    | 25.8 (78.4)                    | 28.7 (83.7)                    | 31.3 (88.3)                    | 30.1 (86.2)                    | 31.3 (88.3)                    | 26.8 (80.2)                    | 22.8 (73.0)                    | 15.8 (60.4)                    | 11.1 (52.0)                    | 31.3 (88.3)                    |
| Trung bình ngày tối đa °C (°F)           | −8.1 (17.4)                    | −6.4 (20.5)                    | 0.2 (32.4)                     | 8.1 (46.6)                     | 16.0 (60.8)                    | 20.1 (68.2)                    | 20.5 (68.9)                    | 19.3 (66.7)                    | 15.1 (59.2)                    | 8.0 (46.4)                     | −1.0 (30.2)                    | −6.5 (20.3)                    | 7.1 (44.8)                     |
| Trung bình ngày °C (°F)                  | −14.8 (5.4)                    | −13.5 (7.7)                    | −6.8 (19.8)                    | 1.0 (33.8)                     | 8.7 (47.7)                     | 13.0 (55.4)                    | 14.3 (57.7)                    | 12.8 (55.0)                    | 7.5 (45.5)                     | 0.3 (32.5)                     | −7.5 (18.5)                    | −12.9 (8.8)                    | 0.2 (32.3)                     |
| Tối thiểu trung bình ngày °C (°F)        | −20.4 (−4.7)                   | −19.3 (−2.7)                   | −13.0 (8.6)                    | −4.5 (23.9)                    | 1.7 (35.1)                     | 6.5 (43.7)                     | 8.7 (47.7)                     | 6.8 (44.2)                     | 1.5 (34.7)                     | −5.2 (22.6)                    | −13.1 (8.4)                    | −18.2 (−0.8)                   | −5.7 (21.7)                    |
| Thấp kỉ lục °C (°F)                      | −36.3 (−33.3)                  | −35.1 (−31.2)                  | −30.9 (−23.6)                  | −21.2 (−6.2)                   | −11.6 (11.1)                   | −6.5 (20.3)                    | 0.0 (32.0)                     | −1.4 (29.5)                    | −9.6 (14.7)                    | −23.6 (−10.5)                  | −28.2 (−18.8)                  | −35.4 (−31.7)                  | −36.3 (−33.3)                  |
| Lượng Giáng thủy trung bình mm (inches)  | 1.9 (0.07)                     | 2.7 (0.11)                     | 5.8 (0.23)                     | 16.3 (0.64)                    | 32.6 (1.28)                    | 63.1 (2.48)                    | 75.4 (2.97)                    | 66.9 (2.63)                    | 26.7 (1.05)                    | 13.4 (0.53)                    | 5.8 (0.23)                     | 2.6 (0.10)                     | 313.2 (12.32)                  |
| Số ngày giáng thủy trung bình (≥ 1.0 mm) | 0.7                            | 0.9                            | 2.0                            | 4.3                            | 5.8                            | 9.9                            | 13.5                           | 11.8                           | 5.0                            | 3.3                            | 1.9                            | 1.1                            | 60.2                           |
| Số giờ nắng trung bình tháng             | 185.7                          | 197.2                          | 250.2                          | 245.6                          | 279.6                          | 275.4                          | 265.2                          | 260.5                          | 254.0                          | 232.5                          | 186.6                          | 172.6                          | 2.805,1                        |
| Nguồn: NOAA (1961-1990)                  |                                |                                |                                |                                |                                |                                |                                |                                |                                |                                |                                |                                |                                |

## Thành phố kết nghĩa
Tsetserleg kết nghĩa với:
- Bellingham, Washington, Hoa Kỳ (2011)[4][5]